# Wehringen
Wehringen è un comune tedesco di 2 923 abitanti, situato nel land della Baviera.